# 가미무토베촌
가미무토베촌(일본어: 上六人部村)은 일본 교토부 아마타군에 있던 촌이다. 현재의 후쿠치야마시에 해당한다.

## 역사
- 1889년 4월 1일 - 정촌제 시행에 의해 9촌의 구역을 가지고 성립하였다.
- 1955년 4월 1일 - 후쿠치야마시에 편입, 동일 가미무토베촌은 폐지되었다.

## 교통

### 도로
- 국도 제9호선

## 참고문헌
- 角川日本地名大辞典 26 京都府